# Ctenochaetus
Ctenochaetus là một chi cá biển thuộc họ Cá đuôi gai, bao gồm các loài cá có phạm vi phân bố trải rộng khắp các vùng biển thuộc Ấn Độ Dương - Thái Bình Dương; duy nhất một loài là Ctenochaetus marginatus được ghi nhận dọc theo vùng bờ biển phía tây Trung Mỹ.

## Từ nguyên
Từ định danh của chi cá này, ctenochaetus, được ghép từ hai âm tiết trong tiếng Latinh: cteno (lược) và chaetus (lông cứng), không rõ hàm ý điều gì, nhưng gần như chắc chắn là đề cập đến những chiếc răng mảnh như răng lược hay như những sợi lông cứng đối với những loài trong chi này.

## Mô tả
Như tất cả những loài cá đuôi gai khác, các loài Ctenochaetus đều có một mảnh xương nhọn chĩa ra ở mỗi bên cuống đuôi, tạo thành ngạnh sắc. Tổng chiều dài cơ thể tối đa được ghi nhận ở chi này là 27 cm, thuộc về loài Ctenochaetus marginatus.
Cơ thể của các loài trong chi này chủ yếu có tông màu nâu xám sẫm. Tuy nhiên, một số loài có thể thay đổi màu sắc của cơ thể khi đối mặt với những kẻ xâm phạm lãnh thổ hay khi bước vào mùa sinh sản (đối với cá đực), như đã được quan sát ở loài Ctenochaetus striatus.

## Sinh thái
Do cấu tạo đặc biệt của răng, các loài Ctenochaetus chỉ ăn những mảnh tảo bám trên đá và những vụn hữu cơ. Chúng dùng răng của mình để đẩy cát đá, cạo những mảnh tảo vụn kiếm được và xúc vào miệng. Các loài Ctenochaetus đều có chung một đặc điểm, đó là dạ dày có thành dày.

## Các loài

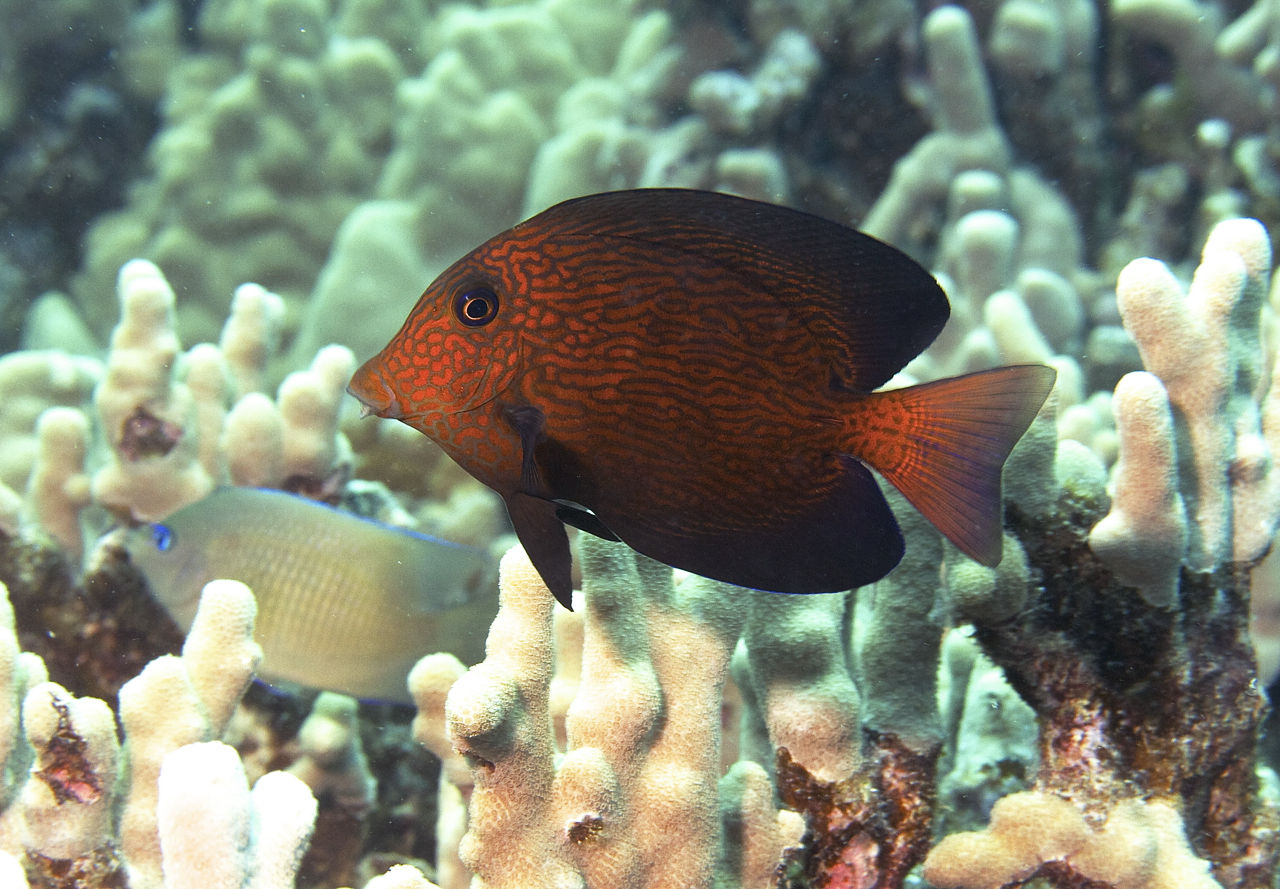
Cá con của Ctenochaetus hawaiiensis

Có 9 loài được công nhận là hợp lệ trong chi này, bao gồm:
- Ctenochaetus binotatus Randall, 1955
- Ctenochaetus cyanocheilus Randall & Clements, 2001
- Ctenochaetus flavicauda Fowler, 1938
- Ctenochaetus hawaiiensis Randall, 1955
- Ctenochaetus marginatus (Valenciennes, 1835)
- Ctenochaetus striatus (Quoy & Gaimard, 1825)
- Ctenochaetus strigosus (Bennett, 1828)
- Ctenochaetus tominiensis Randall, 1955
- Ctenochaetus truncatus Randall & Clements, 2001

### Trích dẫn
- D. R. Robertson (1983). "On the spawning behavior and spawning cycles of eight surgeonfishes (Acanthuridae) from the Indo-Pacific" (PDF). Environmental Biology of Fishes. Quyển 9 số 3/4. tr. 193–223.